# Gabriel Dossen
Gabriel Dossen (* 29. November 1999 in der Elfenbeinküste) ist ein irischer Boxer. Er wurde 2022 Europameister im Mittelgewicht.

## Karriere
Dossen wurde in der Elfenbeinküste geboren, kam jedoch bereits als Kleinkind mit seiner Familie nach Irland. Seit seinem 16. Lebensjahr trainiert er im Olympic Boxing Club in Galway, nachdem er zuvor bereits im Furbo Boxing Club in Spiddal aktiv war. Seine Trainer waren bisher John Cahill und Mike Mongan.
Seine größten Erfolge im Nachwuchsbereich waren der Gewinn einer Bronzemedaille im Halbweltergewicht bei der Jugend-Weltmeisterschaft 2016 in Sankt Petersburg und der Gewinn einer Bronzemedaille im Weltergewicht bei der Jugend-Europameisterschaft 2017 in Antalya.
2019 wurde er erstmals Irischer Meister im Mittelgewicht bei den Erwachsenen, wobei er im Finale Emmet Brennan bezwang. Aufgrund einer Meniskusverletzung im Knie, mit anschließender Operation, verpasste er die Qualifikation zur Teilnahme an den Olympischen Spielen 2020, bei der dann Emmet Brennan teilnahm und sich einen Olympiastartplatz sicherte.
2021 wurde er erneut Irischer Meister im Mittelgewicht und nahm 2022 an der Europameisterschaft in Jerewan teil, wo er sich mit Siegen gegen Miguel Cuadrado aus Spanien, Rami Kiwan aus Bulgarien, Mindaugas Gedminas aus Norwegen, Salvatore Cavallaro aus Italien und Lewis Richardson aus England, die Goldmedaille sichern konnte.